# Llista de cançons de Simon and Garfunkel
El que segueix és una llista alfabètica de les cançons de Simon and Garfunkel que van presentar en públic en algun moment de la seva carrera.
| Índex A B C D E F G H I J K L M N O P R S T U V W X Y Z |

## A
- «America»
- «American Tune»
- «Anji»
- «April Come She Will»
- «At the Zoo»

## B
- «Baby Driver»
- «Baby Talk» (com a Tom & Jerry)
- «Barbriallen»
- «Benedictus»
- «The Big Bright Green Pleasure Machine»
- «Bleecker Street»
- «Blessed»
- «Blues Run the Game»
- «Bookends»
- «The Boxer»
- «Bridge over Troubled Water»
- «Bright Eyes»
- «Bye Bye Love»

## C
- «Can't Help But Wonder Where I'm Bound»
- «Cars Are Cars»
- «Cecilia»
- «A Church Is Burning»
- «Citizen of the Planet»
- «Cloudy»
- «Comfort and Joy»
- «Cuba Si, Nixon No»

## D
- «Dancin' Wild» (com a Tom & Jerry)
- «The Dangling Conversation»

## E
- «El Condor Pasa (If I Could)»

## F
- «Fakin' It»
- «Feuilles-O»
- «Fightin' Mad» (com a Tom & Jerry)
- «The 59th Street Bridge Song (Feelin' Groovy)»
- «Flowers Never Bend with the Rainfall»
- «For Emily, Whenever I May Find Her»

## G
- «Go Tell It on the Mountain»

## H
- «A Hazy Shade of Winter»
- «A Heart In New York»
- «He Was My Brother»
- «Hey, Schoolgirl»
- «Homeward Bound»

## I
- «I Am a Rock»
- «I'm Lonesome» (com a Tom & Jerry)
- «I Wish I Weren't In Love»

## K
- «Kathy's Song» (vegeu Kathy Chitty)
- «Keep the Customer Satisfied»
- «Kodachrome»

## L
- «Last Night I Had the Strangest Dream»
- «Late in the Evening»
- «The Late Great Johnny Ace»
- «Leaves That Are Green»
- «Lightning Express»
- «Looking at You» (com a Tom & Jerry)

## M
- «Maybelline»
- «Me and Julio Down by the Schoolyard»
- «A Most Peculiar Man»
- «Mrs. Robinson»
- «My Little Town»

## O
- «Old Friends»
- «The Only Living Boy in New York»
- «Our Song» (com a Tom & Jerry)
- «Overs»

## P
- «Patterns»
- «Peggy-O»
- «A Poem on the Underground Wall»
- «(Pretty Baby) Don't Say Goodbye» (com a Tom & Jerry)
- «Punky's Dilemma»

## R
- «Red Rubber Ball»
- «Richard Cory»
- «Rose of Aberdeen»
- «Roving Gambler»

## S
- «Save the Life of my Child»
- «Scarborough Fair/Canticle»
- «7 O'Clock News/Silent Night»
- «The Side Of A Hill»
- «A Simple Desultory Philippic (or How I Was Robert McNamara'd into Submission)»
- «Slip Slidin' Away»
- «So Long, Frank Lloyd Wright»
- «Somewhere They Can't Find Me»
- «Song for the Asking»
- «The Sound of Silence»
- «Sparrow»
- «Star Carol»
- «Still Crazy After All These Years»
- «The Sun Is Burning»
- «Surrender, Please Surrender» (com a Tom & Jerry)

## T
- «That Silver-Haired Daddy of Mine»
- «The Times They Are a-Changin'»
- «Think Too Much»
- «Two Teen-Agers» (com a Tom & Jerry)

## W
- «Wake Up Little Susie»
- «Wednesday Morning, 3 A.M.»
- «We've Got a Groovy Thing Goin'»
- «(What A) Wonderful World» (with James Taylor)
- «Why Don't You Write Me»

## Y
- «You Can Tell the World»
- «You Don't Know Where Your Interest Lies»